# شهرستان لا اوت-کوت-نورد
شهرستان لا اوت-کوت-نورد (به انگلیسی: La Haute-Côte-Nord Regional County Municipality) یک منطقهٔ مسکونی در کانادا است که در کوت-نور واقع شده‌است. شهرستان لا اوت-کوت-نورد ۱۲٬۴۳۰٫۹۰ کیلومتر مربع مساحت و ۱۱٬۵۴۶ نفر جمعیت دارد.